# Hàng bán câu khách
Hàng bán câu khách (hay hàng bán lỗ để câu khách) là chiến lược định giá mà một sản phẩm được bán với giá thấp hơn giá thị trường để kích thích doanh thu bán hàng hóa hoặc dịch vụ có lợi nhuận cao hơn. Với chiến lược tiếp thị / quảng bá bán hàng này, "hàng bán lỗ" được sử dụng làm cụm từ có liên quan và có thể có nghĩa là bất kỳ bài viết phổ biến nào, tức là một bài được bán với giá bình thường.
Một cách sử dụng nhà lãnh đạo thua lỗ là thu hút khách hàng vào một cửa hàng nơi họ có khả năng mua hàng hóa khác. Nhà cung cấp hy vọng rằng khách hàng tiêu biểu sẽ mua các mặt hàng khác cùng lúc với nhà lãnh đạo thua lỗ và lợi nhuận được thực hiện trên các mặt hàng này sẽ tạo ra lợi nhuận tổng thể cho nhà cung cấp.
"Hàng bán câu khách" mô tả khái niệm về một mặt hàng được chào bán với giá giảm và được dự định "bán lỗ" cho việc bán các dịch vụ hoặc vật phẩm khác sau đó, doanh thu sẽ được thực hiện với số lượng lớn hơn hoặc lợi nhuận lớn hơn, hoặc cả hai. Nhà lãnh đạo thua lỗ được cung cấp ở mức giá dưới mức biên lợi nhuận tối thiểu - không nhất thiết phải thấp hơn chi phí. Công ty cố gắng duy trì phân tích hiện tại các tài khoản của mình cho cả khách hàng tiềm năng thua lỗ và các mặt hàng liên quan, vì vậy nó có thể theo dõi mức độ hoạt động của chương trình, nhanh nhất có thể, do đó không bao giờ bị lỗ ròng tổng thể.

## Chiến lược
Các nhà nghiên cứu tiếp thị đã chỉ ra rằng các nhà bán lẻ nên nghĩ đến cả hiệu ứng trực tiếp và gián tiếp của các chương trình khuyến mãi giá đáng kể khi đánh giá tác động của chúng lên lợi nhuận. Để thực hiện một phân tích rất chính xác người ta cũng nên bao gồm các ảnh hưởng theo thời gian. Chương trình khuyến mãi giá sâu có thể khiến mọi người mua hàng loạt (để dự trữ), điều này có thể làm mất hiệu lực lâu dài của chiến lược. Đây là phân tích quy tắc kết hợp.
Khi các đại lý ô tô sử dụng thực hành này, họ cung cấp ít nhất một chiếc xe dưới giá thành và phải tiết lộ tất cả các tính năng của xe (bao gồm cả số VIN). Nếu xe bị mất, người bán hàng sẽ cố gắng bán một chiếc xe cao cấp hơn với giá giảm nhẹ, vì khách hàng đã bỏ lỡ chiếc xe hàng đầu bị mất sẽ không tìm được giao dịch tốt hơn ở nơi khác.
Các nhà lãnh đạo thua lỗ có thể là một phần quan trọng trong chiến lược tiếp thị và bán hàng của công ty, đặc biệt là trong các chiến dịch "bán phá giá".

### Đặc điểm
- Hàng bán câu khách có thể được đặt trong một nơi bất tiện của cửa hàng, chẳng hạn như ở phía sau cửa hàng, để người mua phải đi qua các hàng hóa khác cólợi nhuận cao hơn.
- Hàng bán câu khách thường là một sản phẩm mà khách hàng mua thường xuyên - do đó họ nhận thức được rằng giá thấp bất thường của nó là một món hời.
- Các hàng bán câu khách thường khan hiếm hoặc được cung cấp giới hạn (ví dụ: tối đa 10 chai) ngăn cản việc dự trữ và hạn chế mua hàng của các doanh nghiệp nhỏ. Người bán phải sử dụng các hàng bán câu khách thường xuyên nếu họ mong đợi khách hàng của họ quay trở lại.
- Một số mặt hàng bán câu khách, chẳng hạn như trái cây, rau và bánh ngọt, dễ hỏng và không thể dễ dàng được khách hàng dự trữ.
- Một số mặt hàng bán câu khách, thay vì được quảng cáo dưới dạng giá rẻ, là những sản phẩm cao cấp, được cung cấp dưới mức lợi nhuận để nâng cao uy tín của công ty và/hoặc thu hút "người tìm kiếm" hoặc "người xem hàng bày ô kính (chỉ xem mà không có ý định mua)".. Ví dụ, nếu một hiệu cầm đồ cung cấp xe gắn máy Harley-Davidson trong cửa sổ hiển thị bên dưới chi phí tạo lợi nhuận bình thường, xe máy này sẽ tạo ra rất nhiều lưu lượng truy cập trong thời gian trước khi nó được bán. Những người mua sắm này có thể sẽ sử dụng các dịch vụ khác của cửa hàng hoặc thực hiện các giao dịch mua khác.

Một số ví dụ về hàng bán câu khách điển hình bao gồm sữa, trứng, gạo và các mặt hàng rẻ tiền khác mà cửa hàng tạp hóa sẽ không muốn bán mà không có khách hàng thực hiện các giao dịch mua khác. Mặc dù một số khách hàng có thể có kỷ luật để chỉ mua những món  hàng bán câu khách, chiến lược hàng bán câu khách hoạt động vì khách hàng đi vào cửa hàng tạp hóa để mua bánh mì hoặc sữa không đắt tiền có thể quyết định mua các mặt hàng tạp hóa khác.

## Ví dụ

### Ghi album
The Warner / Reprise Loss Leaders là một loạt các album tổng hợp mẫu quảng cáo do Warner Bros. Records phát hành trong suốt những năm 1970. Mỗi album (thường là một bộ 2 bản) chứa nhiều bài hát của các nghệ sĩ theo hợp đồng với Warner Bros. và các nhãn phụ của nó (chủ yếu là Reprise Records); thường đây là những đĩa đơn, B-side, các bài hát không phải là hit, hoặc các tài liệu không rõ ràng, tất cả được thiết kế để khơi dậy sự quan tâm đến các album thông thường của các nghệ sĩ. Warner đã quảng cáo các album hàng bán câu khách bằng cách chèn các tay áo bên trong minh họa đặc biệt vào tất cả các bản phát hành album thông thường của mình, liệt kê tất cả các hàng bán câu khách hiện có và bao gồm một mẫu đơn đặt hàng. Mỗi album đôi hàng bán câu khách có giá 2 đô la Mỹ, thấp hơn đáng kể so với một album đôi phát hành thường xuyên có thể so sánh được.
Bộ sưu tập hàng bán câu khách đầu tiên là The 1969 Warner / Reprise Songbook, gồm nhiều nghệ sĩ từ Miriam Makeba đến The Mothers of Invention; phần cuối của loạt phim gốc là nhóm nhạc punk và người theo chủ đề làn sóng mới vào năm 1980.

### Băng video
Năm 1979, doanh nhân người Mỹ Earl Muntz quyết định bán băng trống và VCR làm hàng bán câu khách để thu hút khách hàng đến phòng trưng bày của mình, nơi ông sẽ cố gắng bán cho họ những hệ thống TV chiếu màn ảnh rộng có lợi nhuận cao trong thiết kế của riêng mình. Thành công của ông tiếp tục thông qua đầu những năm 1980.

### Ô tô
Corvette của Chevrolet ban đầu được dự định vào thập niên 1950 để trở thành một nhà xây dựng hình ảnh và hàng bán câu khách cho General Motors, ý tưởng là đàn ông sẽ đến phòng trưng bày để xem "chiếc Bunny Playboy ô tô" này - họ biết họ không đủ khả năng và cuối cùng mua một mô hình chi phí thấp hơn. Tuy nhiên, nó đã đạt được những thành công đáng kể trong những năm 1960 và tạo ra lợi nhuận hàng năm đáng kể.
Khi ra mắt vào năm 1959, chiếc xe Mini của tập đoàn British Motor đã được bán với mức giá khởi điểm (bao gồm cả thuế) là 496 bảng cho mô hình cơ bản nhất, và ước tính BMC mất £ 30 cho mỗi chiếc xe được bán với mức giá này. Tuy nhiên, giá niêm yết thấp hơn đáng kể so với đối thủ hiện đại của chiếc xe, Ford Anglia - thực sự là chiếc xe bốn bánh, bốn chỗ rẻ hơn duy nhất trên thị trường xe hơi của Anh vào thời điểm đó là rất cơ bản và  Ford Popular kiểu cũ, được bán với giá chỉ £ 2 ít hơn so với Mini cơ bản. Trong khi BMC mất tiền trên mọi chiếc Mini cơ bản được bán, những chiếc xe này không hấp dẫn với nhiều người mua vì họ thiếu các tính năng như lò sưởi, thảm sàn và cửa sổ phía sau và BMC có giá cao hơn (537 bảng) lợi nhuận, bằng cách sử dụng chiếc xe cơ bản như một hàng bán lỗ để cho phép quảng bá giá khởi điểm dưới mức 500 đô la đáng kể và làm cho Mini ít nhất xuất hiện để cắt giảm đối thủ chính của mình về giá. Các mưu đồ đã không hoàn toàn như BMC dự định, ngay cả trong hình thức cơ bản nhất của nó, Mini đã vượt trội hơn nhiều trong nhiều lĩnh vực để đối thủ của nó trong khi cũng có giá thấp hơn. BMC đã bán Minis cơ bản nhiều hơn so với dự đoán, có nghĩa là nó bán được nhiều chiếc Minis với mức lỗ đáng kể. Mặc dù chiếc xe là một bestseller ở Anh (và một số thị trường khác) nó làm cho ít hoặc không có lợi nhuận trong nhiều năm.

### Thực phẩm dễ hư hỏng
Các siêu thị bán các mặt hàng thực phẩm như chuối hoặc sữa ít hơn chi phí mà họ đã mua để thu hút khách hàng đến doanh nghiệp của họ. Các mục này thường được đặt ở vị trí chiến lược cách xa lối vào của cửa hàng để tăng cường hiệu ứng này. Trong trường hợp của sữa, chuỗi siêu thị thường từ chối trả lãi suất thị trường để tránh thua lỗ.

### Tã / tã lót
Nhiều chuỗi cửa hàng đồ chơi và nhà bán lẻ trực tuyến bán tã hoặc tã lót làm nhà lãnh đạo mất mát để lôi kéo cha mẹ vào cửa hàng với hy vọng rằng trẻ em sẽ phát hiện đồ chơi, chai hoặc các vật dụng khác mà gia đình "cần".

### Cửa hàng phần cứng / công cụ
Các cửa hàng phần cứng lớn như Home Depot thường bán các công cụ lớn hơn, chẳng hạn như khoan hoặc cưa điện, với chi phí hoặc thấp hơn. Họ làm điều này mong đợi khách hàng mua các phụ kiện như lưỡi dao, mũi khoan, chân đế, hoặc các trường hợp, cùng với công cụ mới. Những mặt hàng này có xu hướng có tỷ suất lợi nhuận cao hơn nhiều, và thường là mua tùy hứng hoặc bừa bãi.

### Điện thoại thông minh và thiết bị điện tử di động
Một số cửa hàng điện tử tiêu dùng sử dụng điện thoại thông minh và các thiết bị điện tử di động khác làm nhà hàng câu khách. Công ty làm cho lợi nhuận ít hơn trên điện thoại thông minh hoặc thiết bị di động, nhưng họ bù đắp cho điều này bằng cách bán các phụ kiện lợi nhuận cao hơn như trường hợp, tai nghe và bộ điều hợp nguồn.